# 錫爾弗萊克 (密蘇里州)
錫爾弗萊克（英語：Silver Lake）是位於美國密蘇里州佩里縣的非建制地區。

## 歷史
錫爾弗萊克的郵局於1869年設立，其後於1954年停運。

## 地理
錫爾弗萊克所處的海拔為高於海平面173米（即568英呎），而該地所採用的時區為UTC-6，即北美中部時區（CST）。同時該地設有夏令時間，為UTC-6調快一小時，即UTC-5（CDT）。